# Пет ноћи код Фредија (филм)
Пет ноћи код Фредија (енгл. Five Nights at Freddy's) је амерички хорор филм из 2023. године. Режију потписује Ема Тами по сценарију који је написала са Скотом Котоном и Сетом Кадебеком, заснованом на истоименој франшизи видео-игара коју је креирао и развио Котон. Главне улоге у филму тумаче Џош Хачерсон, Метју Лилард, Мери Стјуарт Мастерсон, Пајпер Рубио, Кет Конер Стерлинг и Елизабет Лејл.
Филм је први пут најављен у априлу 2015. уз учешће Warner Bros. Pictures-а, а Жил Кенан је склопио договор да га режира и буде ко-сценариста. Након неколико одлагања Warner Bros. је на крају одустао од пројекта и Кенан више није био укључен. У марту 2017. објављено је да ће Blumhouse Productions продуцирати филм. Крис Коламбус је требало да га напише и режира у фебруару 2018. године. Касније је Коламбус напустио пројекат, а Тами га је заменила на месту редитеља и ко-сценаристе у октобру 2022. године. Снимање је почело 1. фебруара 2023. у Њу Орлеансу и завршено је 3. априла исте године.
Филм је објављен 26. октобра 2023. на стриминг платформи Peacock, док је дан касније биоскопски издат од компаније Universal Pictures.

## Радња
Мајк Шмит, проблематични чувар, почиње ноћни посао у Фреди Фазберовој пицерији, некада успешном ресторану, где открива да четири машине, назване Фреди, Бони, Чика и Фокси, убијају свакога ко се налази у пицерији после поноћи.

## Улоге
| Глумац                 | Улога         |
| ---------------------- | ------------- |
| Џош Хачерсон           | Мајк Шмит     |
| Метју Лилард           | Вилијам Ефтон |
| Мери Стјуарт Мастерсон |               |
| Елизабет Лејл          |               |